# Petrus (Indonesien)
Die Initiative Petrus bezeichnet in Indonesien nach offiziellen Angaben eine Verbrechensbekämpfungsmaßnahme, die zwischen 1983 und 1985 während der Suharto-Ära stattfand. Dabei sollen je nach Schätzung zwischen 3000 und 10.000 Kriminelle ohne gerichtliche Verfahren getötet worden sein. Deren Leichen wurden an öffentlichen Plätzen zur Schau gestellt. Diese Maßnahmen führten zu Einschüchterungen in der Bevölkerung. Die Hintergründe für die Tötungen blieben zu der Zeit weiten Teilen der Bevölkerung unklar.
Der Begriff petrus ist ein Akronym und setzt sich aus den Worten penembak(an) misterius zusammen, was so viel bedeutet wie „mysteriöse Schüsse“.